# Kozma Cove
Die Kozma Cove (englisch; bulgarisch залив Козма saliw Kosma) ist eine 1,8 km breite und 1,2 km lange Bucht an der Nordküste von Desolation Island. Sie liegt zwischen den beiden Armen der V-förmigen Insel in der Einfahrt zur Hero Bay der Livingston-Insel.
Britische Wissenschaftler kartierten sie 1968. Die bulgarische Kommission für Antarktische Geographische Namen benannte sie 2006 nach dem Presbyter Kosma, einem bulgarischen Schriftsteller und Gelehrten des 10. Jahrhunderts.